# Forrás (folyóirat)

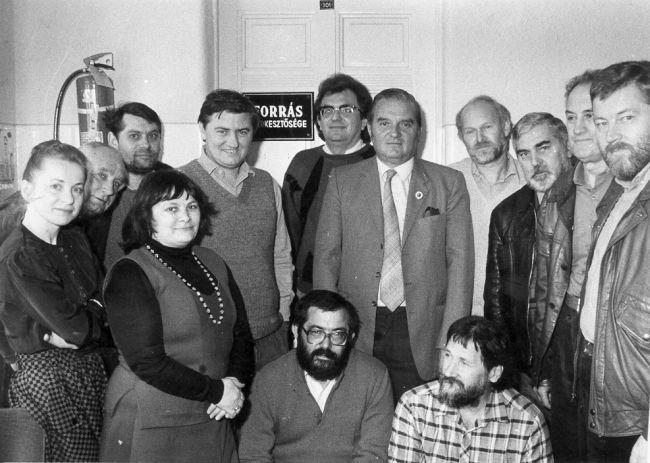
1989-ben a folyóirat 20 éves évfordulóján készült csoportkép: Dobozi Eszter, Goór Imre, Kiss Benedek, Füzi László, Pintér Lajos, Szekér Endre, Kovács István, Utassy József, Tornai József, Csiki László, Vörös Júlia, Baka István, Buda Ferenc
Bahget Iskander felvétele

Forrás irodalmi, művészeti és tudományos folyóirat, 1975 óta szépirodalmi, szociográfiai és művészeti folyóirat. Indulás: 1969. március. Székhely:Kecskemét. Periodicitás: indulástól 1974-ig kéthavonta, 1974-től havonta. A folyóirat előzménye A Kiskunság.

## Fő műfajai
Kortárs szépirodalom, problémafeltáró riport, szociográfia, művészetkritikai írások.

## Főszerkesztői
- 1971-1972 Varga Mihály
- 1973 Szekér Endre
- 1974-1988 Hatvani Dániel
- 1989 óta Füzi László

## Szerkesztőségi munkatársak
1990-es évek: Buda Ferenc (főmunkatárs), Pintér Lajos, Dobozi Eszter, Goór Imre, Hegedűs Istvánné, Komáromi Attila, Kovács István, Szekér Endre (főszerkesztő-helyettes).
2012 januárban: Buda Ferenc (főmunkatárs), Pintér Lajos (főszerkesztő-helyettes), Bosznay Ágnes (szerkesztőségi titkár). A szerkesztésben közreműködők:
Dobozi Eszter, Komáromi Attila.